# Вореас, Теофилос
Теофилос Вореас (греч. Θεόφιλος Βορέας, 1873, Афины — 1954) — греческий философ и богослов, профессор теологии и философии Афинского университета.

## Биографические сведения
Теофилос Вореас родился в Афинах в 1873 году. Здесь он получил начальное образование и продолжил обучение в церковной школе Ризариоса. Затем занялся наукой и некоторое время служил помощником Димитриоса Эгинитиса в Афинской обсерватории. Наконец широкие научные интересы привели его в духовную школу, где он слушал курс по философии.
В 1895 году он переехал в Германию и занялся философскими и психологическими исследования в Университете Лейпцига. Там он продолжил образование под руководством профессора Вильгельма Вундта и успешно работал в лаборатории психологии, а в 1889 году получил докторскую степень по философии.
После возвращения в Грецию в 1900 назначен профессором богословия и директором школы в Триполи, Аркадия. В 1912 назначен профессором факультета философии Афинского университета, где преподавал до 1949 года. С 1926 года стал членом Афинской академии (с момента её основания).
Теофилос Вореас стоял у истоков научной философской и психологической традиции в Греции. Он был учёным в области экспериментальной психологии и основателем первой психологической лаборатории в Греции в 1925 году. На 1929—1930 учебный год был избран ректором Афинского университета. Завещал свою коллекцию из 3583 книг муниципалитету Маруси, таким образом основал научную библиотеку Вореаса, фонд которой сейчас насчитывает около 18 000 томов. Сегодня потомки семьи Вореаса живут также в Марусси.